# Progressione del record europeo dei 100 metri piani maschili

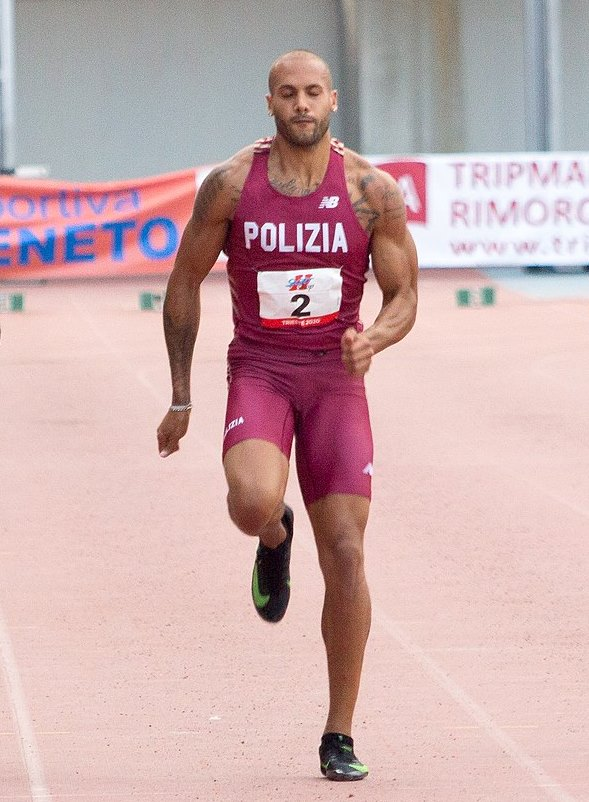
Marcell Jacobs, detentore del record europeo di specialità

La voce seguente illustra la progressione del record europeo dei 100 metri piani maschili di atletica leggera.
Il primo record europeo della specialità riconosciuto risale al 1932, convalidato dalla European Athletic Association.

## Progressione[1][2]

### Cronometraggio manuale (dal 1932 al 1974)
| Tempo manuale | Vento (m/s) | Tempo elettrico | Atleta                    | Nazionalità      | Luogo                             | Data              | Note            |
| ------------- | ----------- | --------------- | ------------------------- | ---------------- | --------------------------------- | ----------------- | --------------- |
| 10"3          |             |                 | Arthur Jonath             | Germania         | Bochum, Germania                  | 5 giugno 1932     |                 |
| 10"3          |             |                 | Christiaan "Chris" Berger | Paesi Bassi      | Amsterdam, Paesi Bassi            | 26 agosto 1934    | Record mondiale |
| 10"3          |             |                 | Lennart Strandberg        | Svezia           | Malmö, Svezia                     | 26 settembre 1936 |                 |
| 10"3          |             |                 | Karl Neckermann           | Germania         | Berlino, Germania                 | 8 luglio 1939     |                 |
| 10"2          | 0.0         |                 | Bailey E. McDonald        | Regno Unito      | Belgrado, Jugoslavia              | 25 agosto 1951    | Record mondiale |
| 10"2          | +1,1        |                 | Heinz Fütterer            | Germania Ovest   | Yokohama, Giappone                | 31 ottobre 1954   | Record mondiale |
| 10"2          |             |                 | Manfred Germar            | Germania Est     | Colonia, Germania                 | 31 luglio 1957    |                 |
| 10"2          |             |                 | Livio Berruti             | Italia           | Verona, Italia                    | 26 maggio 1960    |                 |
| 10"0          | +0,9        | 10"25           | Armin Hary                | Germania Ovest   | Zurigo, Svizzera                  | 21 giugno 1960    | Record mondiale |
| 10"0          | +2,0        | 10"28           | Roger Bambuck             | Francia          | Sacramento, Stati Uniti d'America | 20 giugno 1968    | Record mondiale |
| 10"0          |             |                 | Vladislav Sapeya          | Unione Sovietica | Leninakan, Unione Sovietica       | 15 agosto 1968    |                 |
| 10"0          |             |                 | Valerij Borzov            | Unione Sovietica | Kiev, Unione Sovietica            | 18 agosto 1969    |                 |
| 10"0          |             |                 | Gert Metz                 | Germania Ovest   | Burg Gretesch, Germania           | 6 ottobre 1970    |                 |
| 10"0          |             |                 | Manfred Kokot             | Germania Est     | Erfurt, Germania                  | 15 maggio 1971    |                 |
| 10"0          |             |                 | Vasilis Papageorgopoulos  | Grecia           | Bratislava, Cecoslovacchia        | 3 giugno 1972     |                 |
| 10"0          |             |                 | Pietro Mennea             | Italia           | Milano, Italia                    | 16 giugno 1972    |                 |
| 10"0          |             |                 | Raimo Vilén               | Finlandia        | Vuosaari, Finlandia               | 27 luglio 1972    |                 |
| 10"0          |             |                 | Aleksandr Korneljuk       | Unione Sovietica | Mosca, Unione Sovietica           | 10 luglio 1973    |                 |
| 10"0          |             |                 | Michael Droese            | Germania Est     | Dresda, Germania                  | 11 luglio 1973    |                 |
| 10"0          |             |                 | Hans-Jürgen Bombach       | Germania Est     | Dresda, Germania                  | 20 luglio 1973    |                 |
| 10"0          |             |                 | Siegfried Schenke         | Germania Est     | Berlino, Germania                 | 30 agosto 1973    |                 |
| 10"0          |             |                 | Manfred Ommer             | Germania Ovest   | Leverkusen, Germania              | 22 luglio 1974    |                 |

### Cronometraggio elettronico (dal 1972 ad oggi)
| Tempo | Vento (m/s) | Atleta           | Nazionalità      | Luogo                      | Data              | Note  |
| ----- | ----------- | ---------------- | ---------------- | -------------------------- | ----------------- | ----- |
| 10"07 | 0.0         | Valerij Borzov   | Unione Sovietica | Monaco, Germania           | 31 agosto 1972    |       |
| 10"01 | +0,9        | Pietro Mennea    | Italia           | Città del Messico, Messico | 4 settembre 1979  |       |
| 10"00 | +2,0        | Marian Woronin   | Polonia          | Varsavia, Polonia          | 9 giugno 1984     |       |
| 9"97  | +1,1        | Linford Christie | Regno Unito      | Seul, Corea del Sud        | 24 settembre 1988 |       |
| 9"92  | +1,2        | Linford Christie | Regno Unito      | Tokyo, Giappone            | 25 agosto 1991    |       |
| 9"87  | +0,3        | Linford Christie | Regno Unito      | Stoccarda, Germania        | 15 agosto 1993    |       |
| 9"86  | +0,6        | Francis Obikwelu | Portogallo       | Atene, Grecia              | 22 agosto 2004    | [ 3 ] |
| 9"86  | +1,3        | Jimmy Vicaut     | Francia          | Parigi, Francia            | 4 luglio 2015     | [ 4 ] |
| 9"86  | +1,8        | Jimmy Vicaut     | Francia          | Montreuil, Francia         | 7 giugno 2016     | [ 5 ] |
| 9"84  | +0,9        | Marcell Jacobs   | Italia           | Tokyo, Giappone            | 1º agosto 2021    | [ 6 ] |
| 9"80  | +0,1        | Marcell Jacobs   | Italia           | Tokyo, Giappone            | 1º agosto 2021    |       |

## Annotazioni
- Fino al 12 maggio 2006 il record europeo dei 100 metri piani, stabilito da Obikwelu, fu anche record africano: poi il velocista Olusoji Fasuba ( Nigeria) ha abbassato il limite a 9"85.